# Öretjärnen (Dalby socken, Värmland)
Öretjärnen är en sjö i Torsby kommun i Värmland och ingår i Göta älvs huvudavrinningsområde.